# 윤소윤
윤소윤(1983년 6월 18일 ~ )는 대한민국의 배우이다. 2010년 MBC 드라마 욕망의 불꽃으로 데뷔하였다.

## 활동

### 드라마
- 2015년 : MBC 수목드라마 《앵그리맘》 - 명성고 여선생 역

## 경력
- 2010년 12월 전라남도 곡성군 명예홍보대사